# Zord
Zords zijn kolossale mechanische of biomechanische gevechtsmachines uit de televisieserie Power Rangers. In elk seizoen van de serie komen meerdere van deze machines voor.
De Zords zijn gebaseerd op de mecha uit de Super Sentai series, en komen meestal aan het einde van een aflevering voor wanneer de vijand uit die aflevering tot enorm formaat groeit.
De Zords in een serie zijn meestal gebaseerd rondom een thema. Zo zijn er Zords geweest gebaseerd op dinosauriërs, legendarische of mythologische dieren, “echte” dieren, auto’s, reddingsvoertuigen en ruimteschepen. Vaak kunnen drie of meer individuele Zords combineren tot een robot genaamd Megazord.
In een serie hebben vaak alle Rangers van het hoofdteam één of twee eigen Zords die een Megazord kunnen vormen. De extra Ranger die er later bij komt, heeft over het algemeen een eigen Zord/Megazord.
Hoewel de verandering van kostuums pas na drie seizoenen plaatsvond (de eerste drie seizoenen van Mighty Morphin Power Rangers gebruiken allemaal kostuums uit Zyuranger) wisselden de Rangers wel al sinds het begin van de serie om het seizoen van Zords.

## Mighty Morphin Power Rangers
De Zords in Mighty Morphin Power Rangers waren gebaseerd rondom verschillende thema’s. Oorspronkelijk waren het prehistorische dieren, daarna mythologische dieren en ten slotte aan ninja’s gerelateerde dieren. De reden dat zoveel verschillende Zords werden gebruikt was omdat de serie gebruik maakte van beeldmateriaal uit drie verschillende Sentai series: Zyuranger, Dairanger, en Kakuranger.

### Mighty Morphin Alien Rangers
In de miniserie Mighty Morphin Alien Rangers werden de Zords van de Alien Rangers van Aquitar geïntroduceerd. Deze Battle Borgs zoals ze werden genoemd leken zeer sterk op de al verschenen Shogun Zords. Ze konden niet combineren en werden op afstand bestuurd middels telepathie.

## Power Rangers: Zeo
De Zords in Power Rangers: Zeo waren gebaseerd rondom mythologische wezens en objecten, vooral gerelateerd aan het oude Egypte. De rode Ranger kreeg ook zijn eigen mensachtige Zord. De Gouden Ranger had een piramide Zord en gaf de andere Rangers een tweede zet van mensachtige Zords.

## Power Rangers: Turbo
De Zords in Power Rangers: Turbo waren allemaal gebaseerd op auto’s en reddingsvoertuigen.

## Power Rangers in Space
De Zords in Power Rangers in Space waren in feite ruimteschepen. Sommige waren gemaakt door wetenschappers van KO-35, anderen werden achtergelaten door Zordon zodat de Rangers ze konden vinden.

## Power Rangers: Lost Galaxy
De "Zords" in Power Rangers: Lost Galaxy waren in feite levende wezens genaamd Galactabeasts. Dit was de eerste keer dat het principe van levende Zords werd toegepast.

## Power Rangers: Lightspeed Rescue
De eerste vijf Zords in Power Rangers: Lightspeed Rescue waren enorme reddingsvoertuigen. De tweede set was een trein bestaande uit vijf wagons. Ten slotte waren er een spaceshuttle en vijf andere ruimtevoertuigen.

## Power Rangers: Time Force
De meeste Zords in Power Rangers: Time Force waren zeer geavanceerde vliegende machines uit de toekomst. Alleen de Zord van de Quantum Ranger was duidelijk anders. Dat was een mechanische Tyrannosaurus genaamd de Q-Rex.

## Power Rangers: Wild Force
Power Rangers: Wild Force was de tweede serie met levende Zords en de eerste met het multicombinatie principe. Elke “Wildzord” in de serie kon een vast onderdeel vormen voor een Megazord. Deze onderdelen konden onderling worden verwisseld en daardoor ontelbaar veel combinaties vormen. Dit was tevens een punt van kritiek.

## Power Rangers: Ninja Storm
Power Rangers: Ninja Storm bevatte drie sets van Zords. De Zords van de originele drie Rangers waren mechanische dieren. De Zords van de twee Thunder Rangers waren een combinatie van insecten en voertuigen. De Zord van de Samurai Ranger was een helikopter.

## Power Rangers: Dino Thunder
Omdat de termen “Dinozord” en “Thunderzord” al in eerder seizoenen waren gebruikt werden de Zords Power Rangers: Dino Thunder aangeduid met de term “Bio-Zords”. Dit waren dinosaurusachtige robots die door fans "Thunder Dino Zords" werden genoemd.

## Power Rangers: S.P.D.
De Zords in Power Rangers: S.P.D. waren in eerste instantie politievoertuigen. Later werden ook een motorfiets en een set ruimteschepen geïntroduceerd.

## Power Rangers: Mystic Force
De Zords in Power Rangers: Mystic Force waren voornamelijk magische wezens. De primaire Zords waren de Rangers zelf, die via een spreuk konden veranderen in enorme gepantserde wezens. De enige Zord die werd bestuurd door zijn eigenaar was de Solar Streak, een zesdelige trein. Verder kwamen er nog vier enorme dieren in voor: een paard, een eenhoorn, een Fenix en een leeuw.

## Power Rangers: Operation Overdrive
De Zords in Power Rangers: Operation Overdrive worden DriveMax Zords genoemd en zijn gebaseerd op bestaande voertuigen zoals een graafmachine, cementmixer, brandweerwagen en ambulance.

## Power Rangers: Jungle Fury
De Zords in Power Rangers: Jungle Fury zijn allemaal geesten van dieren, die door de rangers worden opgeroepen middels een speciale kungfu-techniek.

## Power Rangers: RPM
De Zords in Power Rangers: RPM zijn machines die allemaal lijken op een combinatie van een dier en een voertuig. Ze kunnen verschillende combinaties vormen.

## Zords gebruikt door vijanden
Meerdere malen in de geschiedenis van de serie zijn er Zords gebruikt door de vijanden van de Rangers. De meest bekende is Serpentera, de Zord van Lord Zedd.

## Trivia
- Hoewel het nooit officieel is bevestigd, bestaat er het gerucht dat de Zords zijn vernoemd naar Zordon.
- In de originele pilotaflevering werden de Zords "Droids" genoemd.
- Het is de traditie dat de primaire Megazord een zwaard als wapen heeft, en latere Zords zwaarder geschut.
- Hoewel Zord een Amerikaanse term is voor de robots, werd de naam ook een keer gebruikt in Super Sentai. In de serie Mirai Sentai Timeranger kwam de G-Zord voor, die ironisch genoeg werd gebruikt door de vijanden uit die serie.